# Албания на Европейских играх 2019
Албания принимала участие на II Европейских играх, которые прошли с 21 по 30 июня 2019 года в Минске. Страна была представлена 13 спортсменами в 6 видах спорта. Албания не выиграла ни одной медали и не вошла в общий медальный зачёт. 

## Бокс
Мужчины
| Спортсмен         | Дисциплина | 1/32 финала        | 1/16 финала        | 1/4 финала         | Полуфинал          | Финал              | Финал |
| Спортсмен         | Дисциплина | Соперник Результат | Соперник Результат | Соперник Результат | Соперник Результат | Соперник Результат | Место |
| ----------------- | ---------- | ------------------ | ------------------ | ------------------ | ------------------ | ------------------ | ----- |
| Кренар Зенели     | 56 кг      |                    |                    |                    |                    |                    |       |
| Рексхильдо Зенели | 60 кг      |                    |                    |                    |                    |                    |       |
| Албан Беквири     | 69 кг      |                    |                    |                    |                    |                    |       |
| Арйон Кайоши      | 75 кг      |                    |                    |                    |                    |                    |       |
| Микел Куллхай     | 81 кг      |                    |                    |                    |                    |                    |       |

## Дзюдо
Мужчины
| Спортсмен      | Дисциплина | 1/32 финала        | 1/16 финала        | 1/4 финала         | Полуфинал          | Итог               | Финал              | Финал |
| Спортсмен      | Дисциплина | Соперник Результат | Соперник Результат | Соперник Результат | Соперник Результат | Соперник Результат | Соперник Результат | Место |
| -------------- | ---------- | ------------------ | ------------------ | ------------------ | ------------------ | ------------------ | ------------------ | ----- |
| Индрит Куллхай | 66 кг      |                    |                    |                    |                    |                    |                    |       |

## Стрельба из лука
Классический лук
| Спортсмен    | Дисциплина | Раунды | Раунды    | 1/64 финала        | 1/32 финала        | 1/16 финала        | 1/4 финала         | Полуфинал          | Финал              | Финал |
| Спортсмен    | Дисциплина | Очки   | Результат | Соперник Результат | Соперник Результат | Соперник Результат | Соперник Результат | Соперник Результат | Соперник Результат | Место |
| ------------ | ---------- | ------ | --------- | ------------------ | ------------------ | ------------------ | ------------------ | ------------------ | ------------------ | ----- |
| Юрген Хоксха | Мужчины    |        |           |                    |                    |                    |                    |                    |                    |       |